# Endospermum ronaldii
Endospermum ronaldii är en törelväxtart som beskrevs av J.Schaeff.. Endospermum ronaldii ingår i släktet Endospermum och familjen törelväxter. Inga underarter finns listade i Catalogue of Life.